# 雪炫
金雪炫（韩语： Kim Seol Hyun，1995年1月3日—），藝名雪炫（韩语： Seol Hyun），韓國女藝人，曾為FNC娛樂旗下女子團體AOA的副唱、領舞、中心。名字常被音譯為金雪賢。

## 經歷
2010年，雪炫在第八屆Smart校服模特兒大賽上獲得第一名，比賽之後簽約FNC Entertainment，成為該公司的練習生。
2012年初，在師兄FTIsland《狠狠愛》MV中擔任女主角而受到關注。
2012年8月9日，也就是AOA出道日，公布了雪炫的天使名為智慧過人的「Seolhyunari」。
2016年2月，福布斯公布2016韩国福布斯名人榜（即2015年度），雪炫首次打入韓國福布斯名人榜，排名第33位。
2016年到2018年與李敏鎬同為韓國觀光宣傳大使。
2022年10月20日，離開FNC娛樂並退出AOA。

## 簡介

### 中文名字

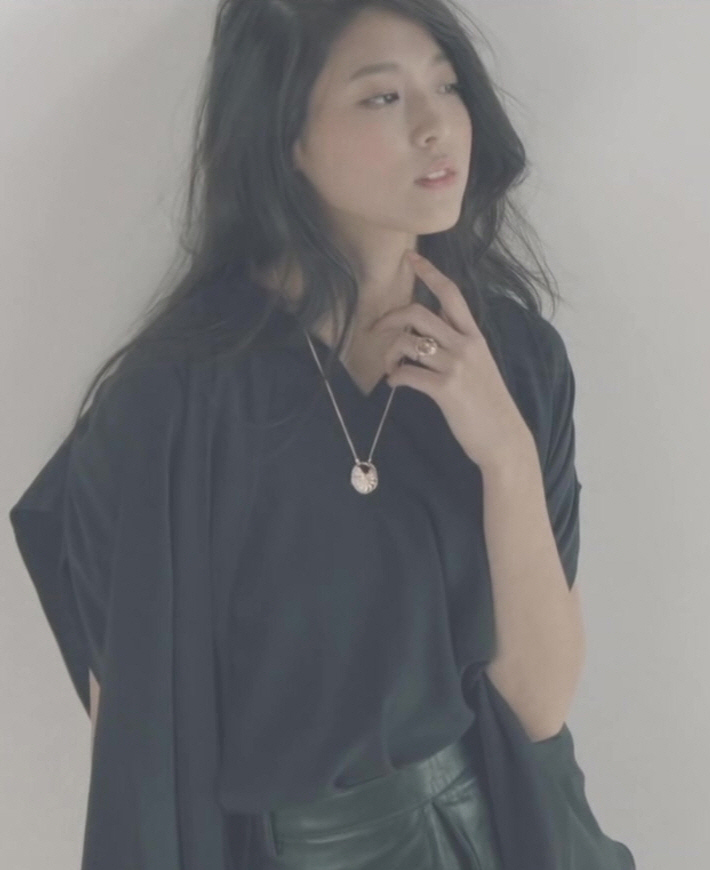
2016年4月，雪炫為Marie Claire拍攝的圖片

FNC娛樂已透過華納音樂公布了雪炫為Seolhyun的韓國身分證所顯示正確漢字。

## 影視作品

### 電視劇
| 年份   | 電視台                | 劇名             | 角色   | 性質     |
| 2012年 | KBS2                  | 我女兒書英       | 徐恩秀 | 配角     |
| 2013年 | SBS                   | 醜八怪警報       | 孔娜麗 | 主演     |
| 2015年 | KBS2                  | 橘皮馬末蘭果醬   | 白瑪麗 | 主演     |
| 2015年 | SK電訊                | Let's be Strange |        |          |
| 2016年 | MBC Every 1、NAVER TV | Click Your Heart | 金雪炫 | 特別演出 |
| 2019年 | JTBC                  | 我的國家         | 韓熙渽 | 主演     |
| 2020年 | tvN                   | 日與夜           | 孔慧媛 | 主演     |
| 2022年 | tvN                   | 殺人者的購物目錄 | 都雅熙 | 主演     |
| 2022年 | ENA                   | 什麼都不想做     | 李夏天 | 主演     |
| 2024年 | Disney+               | 照明商店         | 李至永 | [ 5 ]    |
| 待公布 | Netflix               | 慢慢地，強烈地   |        |          |

### 電影
| 年度 | 片名                  | 角色   | 備註     |
| 2015 | 《江南1970》          | 姜善惠 |          |
| 2017 | 《殺人者的記憶法》    | 恩熙   |          |
| 2018 | 《安市城》            | 白荷   |          |
| 2020 | 《P1H: 新世界的開始》 | 姊姊   | 特別出演 |

## 作品

### 參與音樂錄影帶(MV)
- 2012年 : FTIsland《지독하게(狠狠愛)》
- 2015年 : N.Flying《Awesome》

### 活動主持
| 日期             | 活動名稱     | 合作藝人       |
| 2015年12月26日   | KBS 演藝大賞 | 成詩京、申東燁 |
| 2016年4月9、10日 | KCON Japan   | 澤演、祐榮     |
| 2016年12月29日   | KBS歌謠盛典  | 朴寶劍         |
| 2018年12月22日   | KBS演藝大獎  | 申鉉濬、尹施允 |
| 2019年12月25日   | SBS歌謠大戰  | 全炫茂         |

### 綜藝節目
| 播放年份 | 播放日期               | 電視台 | 節目名稱   | 備註                                             |
| 2013年   | 11月21日－2014年1月9日 | tvN    | 清潭洞111  | 與FNC娛樂藝人及職員                              |
| 2015年   | 1月23日—4月3日         | KBS2   | 勇敢的家族 | 與李文植、沈慧珍、朴明洙、朴珠美、崔貞媛、姜敏赫 |

## 獎項與榮譽

### 大型頒獎禮獎項
| 年份   | 颁奖礼                     | 奖项                    | 作品               | 结果 | 参考   |
| ------ | -------------------------- | ----------------------- | ------------------ | ---- | ------ |
| 2015年 | 第36屆青龍電影獎           | 人气明星奖              | 《江南1970》       | 獲獎 | [ 6 ]  |
| 2015年 | 第36屆青龍電影獎           | 最佳新人女演员          | 《江南1970》       | 提名 | [ 6 ]  |
| 2015年 | 第52屆大鐘獎               | 最佳新人女演员          | 《江南1970》       | 提名 |        |
| 2015年 | 第51屆百想藝術大獎         | 电影部门 最佳新人女演员 | 《江南1970》       | 提名 | [ 7 ]  |
| 2015年 | 第4届APAN Star Awards      | 最佳新人女演员          | 《橘皮馬末蘭果醬》 | 提名 |        |
| 2015年 | KBS演技大奖                | 最佳新人女演员          | 《橘皮馬末蘭果醬》 | 提名 |        |
| 2015年 | KBS演技大奖                | 最佳情侣奖（与呂珍九）  | 《橘皮馬末蘭果醬》 | 提名 |        |
| 2015年 | KBS演技大奖                | 人气奖                  | 《橘皮馬末蘭果醬》 | 獲獎 |        |
| 2015年 | 第8届韓國電視劇節          | 最佳新人女演员          | 《橘皮馬末蘭果醬》 | 提名 |        |
| 2015年 | KBS演藝大獎                | 綜藝部門 女子新人獎     | 《勇敢的家族》     | 獲獎 | [ 8 ]  |
| 2016年 | 第8屆亞洲電影大獎          | 最佳新人女演员          | 《江南1970》       | 提名 |        |
| 2016年 | 第11屆Maxmovie最佳電影獎   | 新星奖                  | 《江南1970》       | 獲獎 | [ 9 ]  |
| 2016年 | 第5届Marie Claire电影节    | 新人奖                  | 《江南1970》       | 獲獎 | [ 10 ] |
| 2016年 | SBS演藝大獎                | 最佳綜藝人獎            | 《叢林的法則》     | 獲獎 | [ 11 ] |
| 2016年 | 第13届TVCF颁奖礼           | 年度模特獎              | 不適用             | 獲獎 |        |
| 2016年 | 第8届Style Icon Asia颁奖礼 | Awesome Syndrome奖      | 不適用             | 獲獎 |        |
| 2016年 | 韓國廣告商協會頒獎典禮     | 最佳代言人獎            | 不適用             | 獲獎 |        |
| 2017年 | The Seoul Awards           | 电影部门 最佳新人女演员 | 《殺人者的記憶法》 | 提名 |        |
| 2018年 | 亞洲明星盛典               | 新潮流奖                | 不適用             | 獲獎 | [ 12 ] |
| 2018年 | 第55屆大鐘獎               | 友利银行明星奖          | 不適用             | 獲獎 | [ 13 ] |
| 2023年 | 洛杉矶网络剧集庆典         | 最佳女主角              | 《什麼都不想做》   | 獲獎 | [ 14 ] |

## 外部連結
- 金雪炫的Instagram帳戶
- 雪炫的新浪微博
- 雪炫在NAVER上的资料
- 雪炫在Daum上的资料